# Mansonia nigerrima
Mansonia nigerrima är en tvåvingeart som beskrevs av Theobald 1910. Mansonia nigerrima ingår i släktet Mansonia och familjen stickmyggor. Inga underarter finns listade i Catalogue of Life.